# Health-Related Fitness
Health-Related Fitness – sprawność ukierunkowana na zdrowie.
Celem sprawności fizycznej jest pozytywne zdrowie fizyczne, które warunkuje niskie ryzyko wystąpienia problemów zdrowotnych. Osiągnięcia zaś mają na celu zdolność angażowania się w codzienne zadania z adekwatną energią oraz satysfakcjonujące uczestnictwo w wybranych sportach
Według autorów sprawność fizyczna obejmuje:
funkcje krążeniowo-oddechowe, względną szczupłość ciała, siłę mięśniową, wytrzymałość i gibkość.
H-RF odnosi się do tych komponentów sprawności, które są efektem korzystnego i niekorzystnego wpływu zwykłej aktywności fizycznej oraz które mają związek z poziomem stanu zdrowia.
Komponenty te są określone:
- zdolnością do podejmowania codziennej aktywności z wigorem i żwawo,
- takim stanem cech i zdolności, który wskazuje na niskie ryzyko przedwczesnego rozwoju chorób i osłabienia sił w wyniku małej aktywności[2].

Definicja sprawności w ramach koncepcji H-RF obejmuje następujące komponenty:
1. Sprawność morfologiczna
- BMI (Body Mass Index),
- dystrybucja tłuszczu,
- mineralna gęstość kości

2. Sprawność mięśniowo-szkieletowa
- siła i wytrzymałość mięśni ramion, nóg i tułowia,
- gibkość

3. Sprawność motoryczna
- kontrola postawy ciała jako kombinacja równowagi, koordynacji, kontroli psychicznej i szybkości neuromięśniowej

4. Sprawność krążeniowo-oddechowa
- submaksymalna zdolność wysiłkowa i wytrzymałość,
- system dostarczania tlenu,
- resynteza ATP,
- procesy termoregulacyjne,
- VO2max (maksymalny minutowy pobór tlenu)

5. Sprawność przemian metabolicznych
- działanie hormonów (np. insulina),
- gospodarka węglowodanowa (krew, tkanki),
- metabolizm lipidowy

Z uwagi na brak możliwości dokładnego przetłumaczenia z języka angielskiego terminu Health-Realted Fitness, zdecydowano pozostawić go w formie niezmienionej.